# Mas d'en Garrot
El Mas d'en Garrot és una masia de Tarragona protegida com a Bé Cultural d'Interès Local.

## Descripció
Mas amb funció de casa de vacances, compleix aquesta funció a més de les pròpies de la terra.
Té un cos central amb tres pisos i està coberta, a quatre vessants, amb un petit voladís a la teulada.
Cal destacar el porxo d'accés a la planta baixa, al damunt del qual hi ha una amplia terrassa amb balustres a tota la barana.
Té també tanques pel bestiar.
La seva forma poc corrent fa pensar que sigui arquitectura d'autor.

## Història
La Finca del Mas d'en Garrot conté la font del Garrot, que va ser un lloc d'esbarjo pels tarragonins.
Consta de dues dependències, la dels masovers i la dels senyors. Sembla que l'aire modernista del Mas li va donar el sr. Joan Guinovart.
El Mas d'en Garrot era un mas propietat d'Asunción Domingo, era una pubilla de Constantí que es casà el 1887 amb el comerciant i propietari Adolfo Gil. Aquest matrimoni no tingué descendència i quan el marit morí el 1912, Asunción decidí vendre's tot el patrimoni i ingressar a la congregació de Maria Reparadora. Cap els anys vint, la finca ja era propietat de Joan Guinovart Canals i de la seva senyora.
El tarragoní Joan Guinovart era un ric comerciant de vins que va facilitar sempre l'entrada a la finca i a la Font del Garrot a tothom.
La propietat es va vendre, i se la va quedà una empresa que volia explotar-ne una pedrera, cosa que sembla que no ha estat possible, ja que se li va denegar el permís.